# Бутак
Бутак (каз. Бұтақ) — упразднённое село в Мартукском районе Актюбинской области Казахстана. Ликвидировано в 2012 году. Входило в состав Родниковского сельского округа. Код КАТО — 154657280.

## Население
В 1999 году население села составляло 91 человек (47 мужчин и 44 женщины). По данным переписи 2009 года, в селе проживало 65 человек (30 мужчин и 35 женщин).